# Palaeosynthemis alecto
Palaeosynthemis alecto – gatunek ważki z rodziny Synthemistidae. Jest endemitem wyspy Halmahera w należącym do Indonezji archipelagu Moluków.